# Герасименко, Игорь Леонидович
Игорь Леонидович Герасименко (укр. Ігор Леонідович Герасименко; род. 5 января 1984, Радомышль) — украинский военнослужащий, десантник, полковник Вооружённых сил Украины, командир воинской части А1493, ранее командир 1-го аэромобильно-десантного батальона 95-й аэромобильной бригады. Участник Вооружённого конфликта на востоке Украины. Герой Украины (2015).
Народный депутат Украины (избирательный округ № 62, Житомирская область). Беспартийный.

## Ранняя жизнь и карьера
Родился 5 января 1984 года в Радомышле. С 2001 по 2005 год учился в Одесской военной академии, окончив аэромобильный факультет академии по специальности «Боевое применение и управление действиями аэромобильных подразделений». После его окончания был назначен командиром разведывательной бригады 95-й десантно-штурмовой бригады. Он также окончил Национальный университет обороны Украины имени Ивана Черняховского.

## Война на Донбассе
После начала войны на Донбассе Герасименко в апреле 2014 года вступил в боевые действия на стороне Украины и с прежней должности командира роты был повышен до командира батальона. Герасименко был дважды ранен в бою, но остался в строю.
26 мая 2014 года отряд Герасименко подвергся нападению со стороны сепаратистов на блокпосту, но успешно отразил их. Герасименко также руководил освобождением горы Карачун украинскими войсками во время блокады Славянска, за что президент Пётр Порошенко присвоил ему звание Героя Украины.
В Национальном университете обороны Украины установлена стела, посвящённая Герасименко. Он ушёл из армии в 2017 году, а в 2018 году основал неправительственную организацию «Альянс комбатантов».

## Политическая карьера
Герасименко баллотировался на парламентских выборах 2019 года в качестве народного депутата Украины по 62-му избирательному округу от партии «Слуга народа». На момент своего избрания он был независимым. Он победил на выборах, набрав 47,72% голосов, и стал народным депутатом. По состоянию на 2022 год он является одним из трёх народных депутатов, удостоенных звания Героя Украины, наряду с Михаилом Забродским (за действия во время войны на Донбассе) и Юрием Бойко (за роль в украинской топливной отрасли).
Герасименко — член комитета Верховной Рады по вопросам национальной безопасности, обороны и разведки.

## Награды
- Звание Герой Украины с вручением ордена «Золотая Звезда» (12 февраля 2015) — «за исключительную личное мужество и героизм, проявленные в защите государственного суверенитета и территориальной целостности Украины, самоотверженное служение украинскому народу»[8].
- Именной пистолет ТТ.